# جيمس هاسكيل هوب
جيمس هاسكيل هوب (بالإنجليزية: James Haskell Hope)‏ هو سياسي أمريكي، ولد في 22 سبتمبر 1874، وتوفي في 18 يناير 1952. حزبياً، نشط في الحزب الديمقراطي.